# Archivio di Stato di Udine
L'Archivio di Stato di Udine è l'ufficio periferico del Ministero della cultura che per obbligo di legge conserva la documentazione storica prodotta dagli enti pubblici operanti nell'ex provincia di Udine. Riceve inoltre altre raccolte documentarie di importanza storica per deposito volontario, custodia temporanea, donazione o acquisto.

## Storia
L'Archivio di Stato di Udine è stato istituito il 28 febbraio 1941 come sezione di archivio di Stato, iniziando a operare nella sede provvisoria presso la Biblioteca civica Vincenzo Joppi di Udine. Solo nel 1955 viene realizzata e inaugurata la sede attuale di via Francesco Urbanis, edificio in stile razionalista, per il quale vengono impiegate le migliori soluzioni progettuali e criteri archiveconomici all'avanguardia.

## Patrimonio
Al nucleo documentario iniziale costituito dai fondi trasferiti dagli Archivi di Stato di Venezia e Trieste e dalla Biblioteca civica di Udine, si sono aggiunti i versamenti di documentazione storica del Comune di Udine, l'archivio storico notarile e numerosi archivi familiari o di personalità donati o in deposito. Il patrimonio è quantificato in circa 10mila m.l.